# Сан Матео (Фиренца)
Сан Матео је насеље у Италији у округу Фиренца, региону Тоскана.
Према процени из 2011. у насељу је живело 47 становника. Насеље се налази на надморској висини од 64 м.